# Olexandr Hvózdyk
Olexandr Serhíyovych Hvózdyk (en ucraniano: Олександр Сергійович Гвоздик; Járkov, URSS, 15 de abril de 1987) es un deportista ucraniano que compite en boxeo.
Participó en los Juegos Olímpicos de Londres 2012, obteniendo una medalla de bronce en el peso semipesado.
En abril de 2014 disputó su primera pelea como profesional. En diciembre de 2018 conquistó el título internacional del CMB, en la categoría de peso semipesado, que perdió en octubre de 2019.
En su carrera profesional tuvo en total 21 combates, con un registro de 20 victorias y una derrota.

## Palmarés internacional
| Juegos Olímpicos | Juegos Olímpicos      | Juegos Olímpicos  | Juegos Olímpicos |
| Año              | Lugar                 | Medalla           | Categoría        |
| ---------------- | --------------------- | ----------------- | ---------------- |
| 2012             | Londres (Reino Unido) | Medalla de bronce | 81 kg            |

## Récord profesional
| 20 Ganadas (16 KOs), 1 Derrota |        |                   |      |               |            |                                                       |                                                                                                 |
| Res.                           | Record | Oponente          | Tipo | Rd., Tiempo   | Fecha      | Localidad                                             | Notas                                                                                           |
| G                              | 20–1   | Isaac Rodrigues   | KO   | 2 (8), 0:54   | 30/09/2023 | T-Mobile Arena, Las Vegas                             |                                                                                                 |
| G                              | 19–1   | Ricards Bolotniks | TKO  | 6 (10), 1:56  | 06/05/2023 | Estadio Akron, Zapopan, México                        |                                                                                                 |
| G                              | 18–1   | Josue Obando      | UD   | 6             | 11/02/2023 | The Derby Room Pomona at Fairplex, Pomona, California |                                                                                                 |
| D                              | 17–1   | Artur Beterbiev   | TKO  | 10 (12), 2:49 | 18/10/2019 | Liacouras Center, Filadelfia                          | Pierde el Título Mundial de la WBC. Por el Título Mundial del WBC del peso semipesado.          |
| G                              | 17–0   | Doudou Ngumbu     | TKO  | 5 (12)        | 30/03/2019 | 2300 Arena, Philadelphia, Pennsylvania                | Retiene el Título Mundial de la WBC y Lineal del peso semipesado.                               |
| G                              | 16–0   | Adonis Stevenson  | KO   | 11 (12), 2:49 | 01/12/2018 | Videotron Centre, Montreal, Quebec                    | Gana el Título Mundial de la WBC y Lineal del peso semipesado.                                  |
| G                              | 15–0   | Mehdi Amar        | UD   | 12            | 17/03/2018 | Hulu Theater, Nueva York                              | Gana el título vacante interino de la WBC del peso semipesado                                   |
| G                              | 14–0   | Craig Baker       | TKO  | 6 (10), 2:04  | 19/08/2017 | Pinnacle Bank Arena, Lincoln, Nebraska                | Retiene los títulos NABF y WBO–NABO del peso semipesado                                         |
| G                              | 13–0   | Yunieski Gonzalez | TKO  | 3 (10), 2:55  | 08/04/2017 | MGM National Harbor, Oxon Hill, Maryland              | Retiene el título NABF del peso semipesado; Gana el título vacante WBO–NABO del peso semipesado |
| G                              | 12–0   | Isaac Chilemba    | RTD  | 8 (10), 3:00  | 19/11/2016 | T-Mobile Arena, Paradise, Nevada                      | Retiene el título NABF del peso semipesado                                                      |
| G                              | 11–0   | Tommy Karpency    | KO   | 6 (10), 2:21  | 23/07/2016 | MGM Grand Garden Arena, Paradise, Nevada              | Retiene el título NABF del peso semipesado                                                      |
| G                              | 10–0   | Nadjib Mohammedi  | KO   | 2 (10), 2:06  | 09/04/2016 | MGM Grand Garden Arena, Paradise, Nevada              | Gana el título vacante NABF del peso semipesado                                                 |
| G                              | 9–0    | Mike Snider       | KO   | 1 (8), 2:58   | 13/02/2016 | Sportsmen's Lodge, Studio City, California            |                                                                                                 |
| G                              | 8–0    | Cleiton Conceição | TKO  | 3 (8), 0:50   | 20/11/2015 | Cosmopolitan of Las Vegas, Paradise, Nevada           |                                                                                                 |
| G                              | 7–0    | Francisco Sierra  | RTD  | 5 (8), 3:00   | 19/09/2015 | Sportsmen's Lodge, Studio City, California            |                                                                                                 |
| G                              | 6–0    | Michael Gbenga    | UD   | 6             | 13/06/2015 | Florentine Gardens, Los Ángeles, California           |                                                                                                 |
| G                              | 5–0    | Cory Cummings     | KO   | 2 (8), 1:10   | 24/01/2015 | 1stBank Center, Broomfield, Colorado                  |                                                                                                 |
| G                              | 4–0    | Otis Griffin      | TKO  | 6 (8), 1:51   | 15/11/2014 | Alamodome, San Antonio, Texas                         |                                                                                                 |
| G                              | 3–0    | Lamont Williams   | KO   | 5 (6), 1:38   | 20/09/2014 | Celebrity Theatre, Phoenix, Arizona                   |                                                                                                 |
| G                              | 2–0    | Michael Gbenga    | UD   | 6             | 17/05/2014 | Selland Arena, Fresno, California                     |                                                                                                 |
| G                              | 1–0    | Mike Montoya      | KO   | 1 (6), 2:55   | 12/04/2014 | MGM Grand Garden Arena, Paradise, Nevada              |                                                                                                 |